# Xewkija

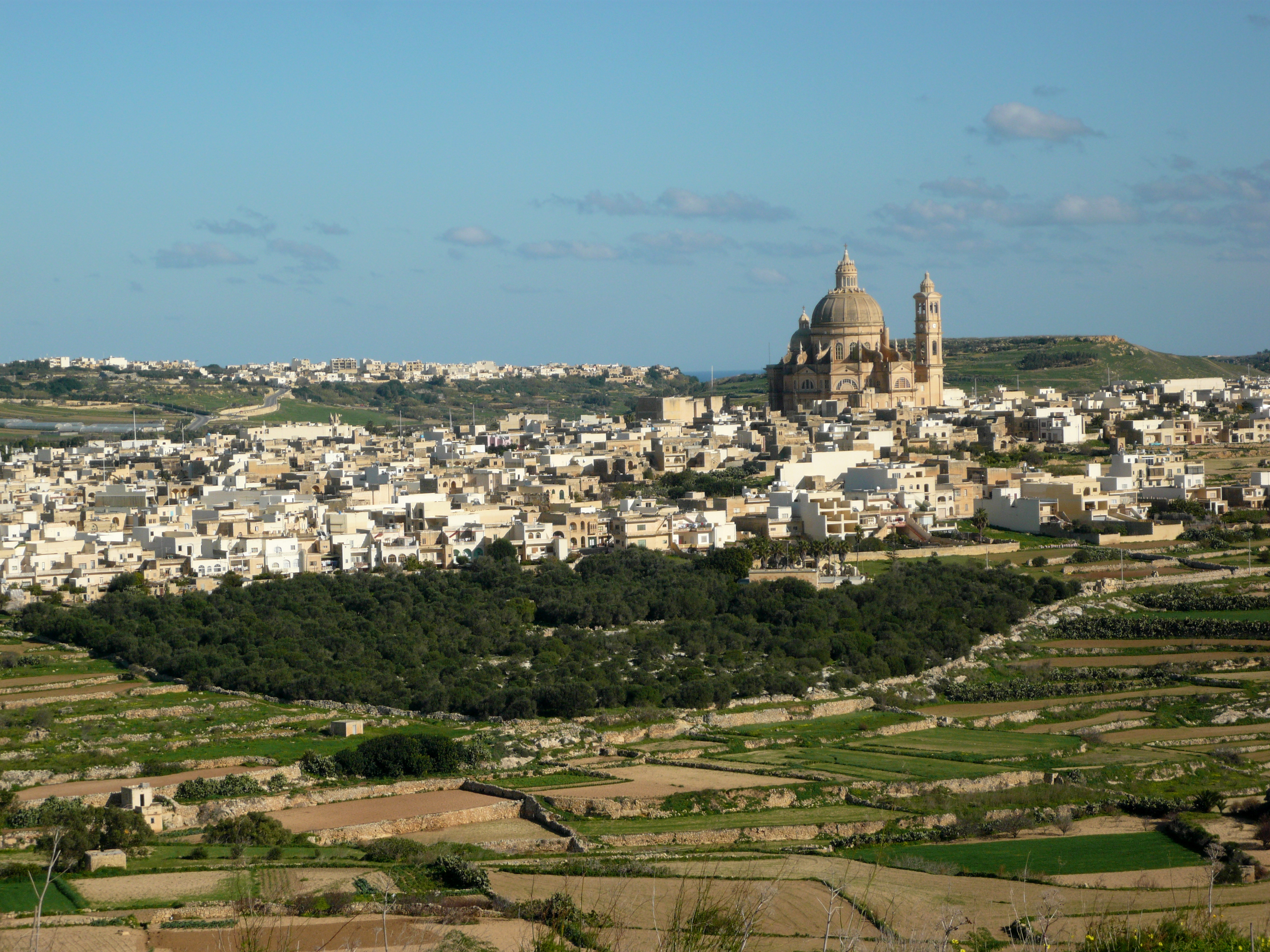
Xewkija, Ansicht von Süden

Xewkija [ʃɛʊ̯ˈkɪjɐ] (oder Ix-Xewkija) ist eine Stadt auf der Insel Gozo in der Republik Malta. Sie hat 3260 Einwohner (Stand 31. Dezember 2020) und ist damit die viertgrößte Gemeinde auf Gozo.

## Geschichte
Zur Ur- und Frühgeschichte siehe: Megalithanlagen von Ta’ Blankas.
Der Name Xewkija leitet sich vom Arabischen ab und weist darauf hin, dass es in dieser Gegend früher weite Felder mit Dornengestrüpp gab.
Xewkija, zwischen Għajnsielem und der Inselhauptstadt Victoria Rabat gelegen, ist Gozos älteste Stadt. Sie wurde am 27. November 1678 als erste Pfarrgemeinde vom Sprengel der Inselhauptstadt abgespalten. Bischof Michele Giovanni Molina verfügte die Abtrennung und Dun Greżż Farrugia aus Valletta wurde der erste Gemeindepfarrer. Es war der erste Distrikt (contrada), der als Dorf (casale) bekannt wurde.

## Wirtschaft
Am Stadtrand befindet sich die Niederlassung Gozo der Universität Malta und die Büros des Arbeitsamtes. Es gibt dort auch noch das Stadion von Gozo, einen staatlichen Bauernhof, den Friedhof der hl. Maria und den Stadtfriedhof von Xewkija. Außerdem befindet sich dort ein Gewerbegebiet, dessen dort ansässige Firmen Hunderte von Arbeitern aus Gozo beschäftigen, sowie ein Heliport.
Für die wachsende Bevölkerung von Xewkija mussten neue Häuser gebaut werden. Baugebiete wurden in Tal-Barmil, Ta' Gokk und Tal-Ħamrija ausgewiesen.

## Wappen

Xewkijas Flagge

Das Wappen von Xewkija zeigt auf goldenem Hintergrund einen breiten horizontalen roten Streifen zwischen zwei grünen Disteln mit silberner (weißer) Blüte. Die Flagge zeigt das entsprechende Bild.

## Sehenswürdigkeiten

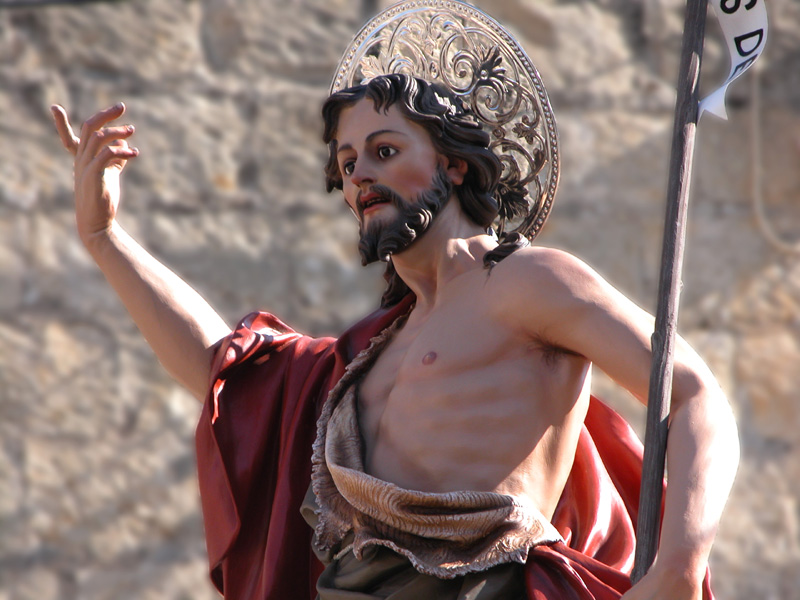
Statue Johannes des Täufers

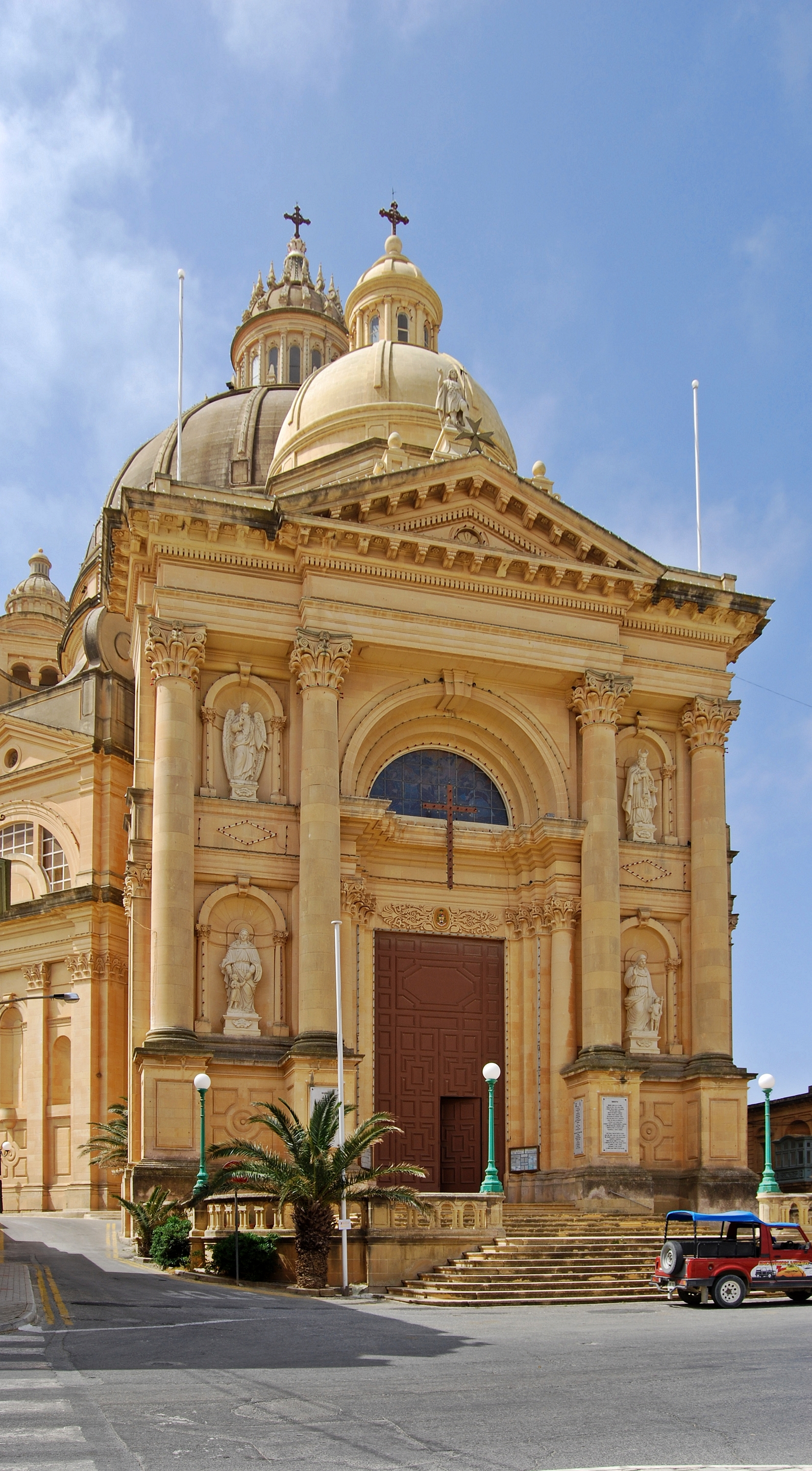
Die Kirche in Xewkija

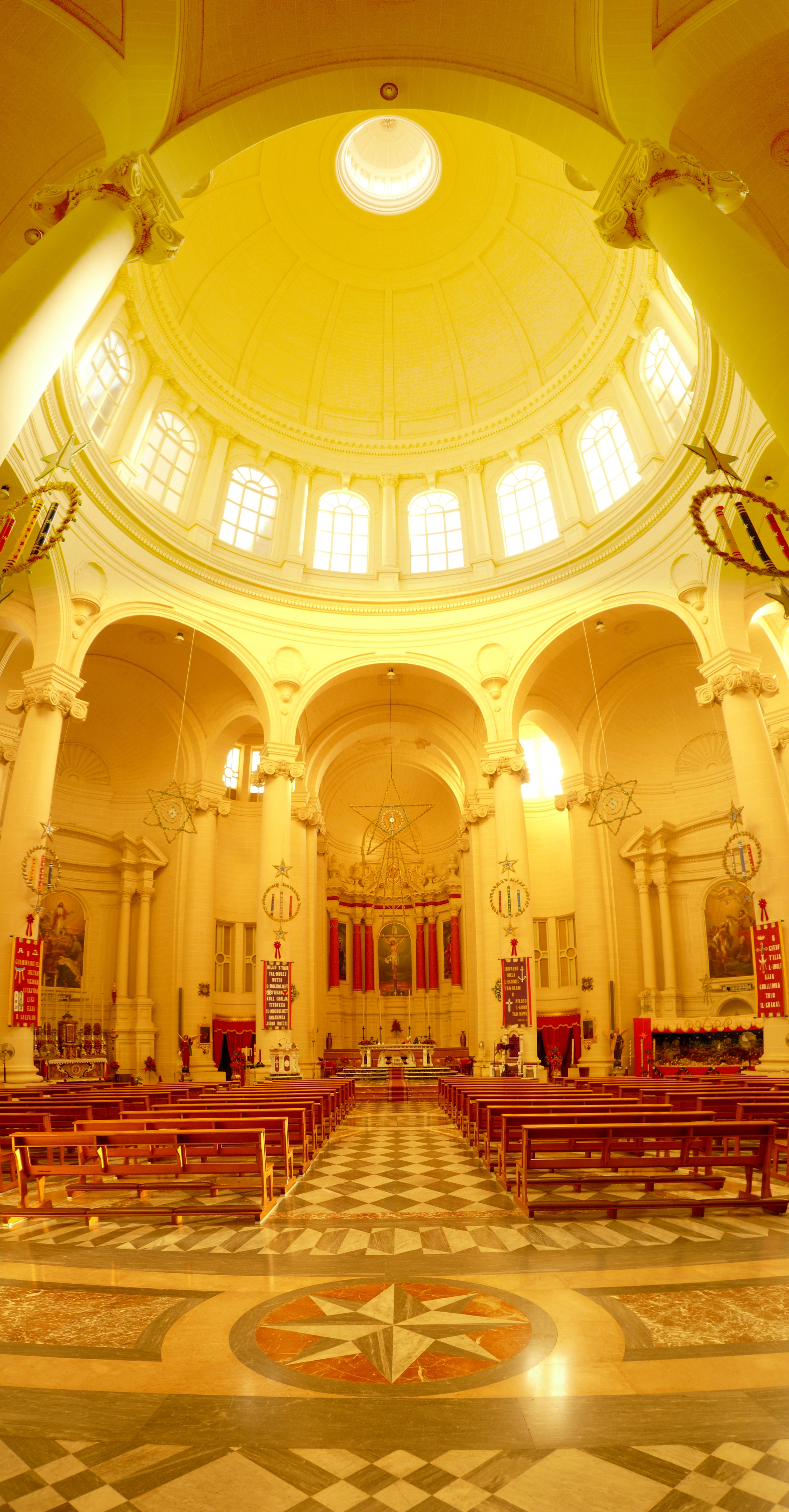
Inneres der Kirche von Xewkija

Xewkija ist wegen seiner majestätischen Kirche, der Rotunde, die Johannes dem Täufer geweiht ist, bekannt. Sie wurde an Stelle einer älteren Kirche errichtet und wurde von ortsansässigen Steinmetzen und anderen Handwerkern aus maltesischem Sandstein gebaut. Das Bauwerk ist die größte Kirche in Gozo und überragt die Stadt. Ihre Kuppel hat den viertgrößten Durchmesser einer Kirchenkuppel in Europa, übertroffen nur vom Petersdom in Rom, der St Paul’s Cathedral in London und der Rotunda Santa Marija Assunta in Mosta auf Malta. Ihr Architekt war Joseph D’Amato.
Wenn man Xewkija über die Hauptstraße erreicht, sieht man am Ortseingang die Überreste einer Mühle, die zur Zeit des Großmeisters Ramon Perellos y Roccaful errichtet wurde. Diese Mühle ist einmalig in Gozo, da ihre acht Ecken in die acht wichtigsten Himmelsrichtungen zeigen.
Man sagt, dass an der Stelle der heutigen Kirche früher ein Stein lag, der als Maqgħad ix-Xiħ bekannt war. In der Nähe befindet sich eine Kapelle namens Madonna il-Ħniena (dt.: Unsere mildtätige Liebe Frau). Sie war dem Apostel Bartholomäus geweiht. Ebenfalls stand der Santa Ċeċilja Tower in Xewkija. Darüber hinaus gibt es einen weiteren Turm mit der ältesten Sonnenuhr Xewkijas. Die Überreste des Tingħi Tower verschwanden im letzten Jahrhundert. Diese Türme wurden 1613 gebaut. Ein weiterer Turm aus dem 14. Jahrhundert, der Tower of Gorgion, wurde von den Großmeistern als Wohnstätte genutzt. Er wurde abgerissen, um im Zweiten Weltkrieg Platz für ein zeitweise dort angelegtes Flugfeld zu schaffen.
Am Misraħ Imbert (dt.: Imbertplatz) kann man die Schleifspuren aus den Richtungen Borġ Għarib, Mġarr ix-Xini, Ta' Ċenċ und Tas-Salvatur sehen.
Das Xewkija der arabischen Zeit ist ein interessantes Studienobjekt. Der Marmorstein von Majmuna mit arabischen Inschriften aus dem Jahre 1173 wurde hier gefunden. Er erinnert an den Tod eines arabischen Mädchens namens Majmuna in Xewkija. Die Inschrift ist in eine dicke Marmorplatte geritzt, an deren Unterseite sich ein heidnisches Symbol befindet. Diese Platte wurde offensichtlich aus einem heidnischen Tempel entnommen. Frater Gabrijel D'Alappo übersetzte die Inschrift ins Italienische; später wurde sie ins Maltesische übersetzt. 1845 wurde die Übersetzung in die öffentliche Bibliothek gesandt und 1960 in das Nationalmuseum von Gozo überführt. Heute ist der Stein von Majmuna einer der höchstgeschätzten historischen Überreste Maltas.

## Musikkapelle
Die Banda Prekursur (Prekursur-Band) ist der älteste noch existierende Verein in Xewkija. Sie wurde am 13. Mai 1929 gegründet. Lorenzo Żammit Ħaber, Marcell Mercieca, Giuseppe Buttiġieġ, Giovanni Ħaber und Tomaso Attard waren die Gründungsmitglieder. Das erste Treffen wurde um 20:40 Uhr abgehalten und die Band getauft. Mr Lorenzo Żammit Ħaber war ihr Präsident und erster Sekretär.